# سيرجيو بوستوس
سيرجيو بوستوس (بالإسبانية: Sergio Bustos)‏ هو لاعب كرة قدم أرجنتيني، ولد في 20 ديسمبر 1972 في بوينس آيرس في الأرجنتين. لعب مع أرجنتينوس جونيورز وتاليريس وتشاكاريتا جيونيورز وديفنسا خوستيكا وكيمنتزر ونادي راسينغ ونادي نورنبرغ.

## وصلات خارجية
- سيرجيو بوستوس على موقع قاعدة بيانات كرة القدم.إي يو (الإنجليزية)
- سيرجيو بوستوس على موقع بيانات كرة القدم. دي إي (الألمانية)
- سيرجيو بوستوس على موقع عالم كرة القدم.نت (الإنجليزية)